# David Solano
David Solano, est un DJ colombien originaire de Bogota et basé à Miami, États-Unis.
Essentiellement connu pour Big Bang, sa collaboration avec le DJ américain Borgeous, Do It, Unleash et The End ont également figuré de nombreuses semaines consécutives dans le top 100 réalisé par la plate-forme de téléchargement Beatport.
Depuis 2013, l'hymne du festival de musique électronique Life In Color est réalisé par le colombien.

## Discographie

### Singles
- 2013 : Striker [Peak Hour Music]
- 2013 : Do It (Life In Color Anthem 2013) [Spinnin Records]
- 2013 : Kaboom [Spinnin Records]
- 2013 : LOKO [Juicy Music]
- 2014 : Unleash (Life In Color Anthem 2014) [Spinnin Records]
- 2015 : The End (avec Lucky Date) [Armada Trice]
- 2015 : Big Bang (2015 Life In Color Anthem) (avec Borgeous) [DOORN (Spinnin)]
- 2015 : Take Me Away [Mainstage Music (Armada)]
- 2016 : Rise Up (2016 Life In Color Anthem) [Aftercluv]

### Remixes
- 2014 : Cash Cash - Surrender (David Solano Remix) [Big Beat Records]